# Эмир-Заде, Хайри Османович
Хайри́ Осма́нович Эми́р-заде́ (крымскотат. Hayri Osman oğlu Emir-zade; 1893, Дерекой, Таврическая губерния, Российская империя — 17 февраля 1958, Баку, Азербайджанская ССР) — крымскотатарский актёр театра и кино. Народный артист  Крымской АССР
  (1923).

## Биография
Родился в 1893 году в деревне Дерекой (ныне в черте Ялты) Ялтинского уезда, Таврической губернии в семье крестьянина.
Начальную школу окончил в Ялте, затем учился живописи в Петербурге, шоферскому делу в Казани. Имеются сведения, что некоторое время получал образование в Одесской торговой школе.
Хайри Эмир-Заде человек ярких многосторонних способностей: прекрасно рисовал, писал стихи, пел, танцевал.
С 1921 года выступал с Ансамблем песни и танца Ялтинской филармонии.
В 1923—24 годах работал в Крымском государственном театре, исполнял ведущие роли.
В 1923 году ему первому было присвоено звание Народного артиста Крымской Автономной советской социалистической республики.
В 1925 году режиссёр Г. Н. Тасин начал снимать на Ялтинской киностудии фильм «Алим» по сценарию Умера Ипчи.
С 1932 года Хайри Эмир-Заде снимался в Баку на студии «Азеркино».
Актёр скончался 17 февраля 1958 года в Баку в нищете, могила его потеряна.

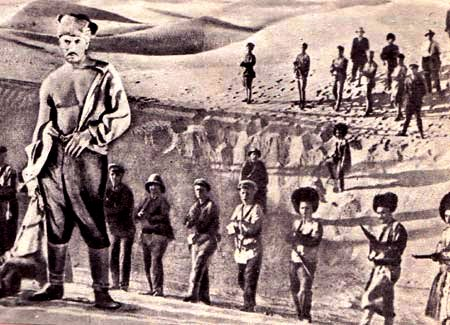
Кадр из фильма «26 бакинских комиссаров»

## Фильмография
- 1950 Огни Баку, The Fires of Baku, эпизод (нет в титрах)
- 1942 Бахтияр (короткометражный)
- 1941 Сабухи, Səbuhi, Реджеп
- 1939 Крестьяне, Мехмандарбек
- 1936 Алмас, Керим
- 1935 Кара-Бугаз | Kara Bugas, эпизод (нет в титрах)
- 1934 Исмет, Самед муж Исмет
- 1934 Друзья (Мухтар) (короткометражный), Хайри, тракторист
- 1934 Два товарища (короткометражный)
- 1932 Двадцать шесть комиссаров, комиcсар — главная роль
- 1930 Гость из Мекки, Фаиз Мамед
- 1930 Биюк-Гюнеш (короткометражный), Али, колхозник
- 1928 Плотина прорвана (короткометражный), Василий — главная роль
- 1927 Цемент, Глеб Чумалов — главная роль
- 1927 Кира-Киралина, Назим-эфенди
- 1926 Песнь на камне, певец Халил
- 1926 Ордер на арест, Сергей Каргальский председатель ревкома— главная роль
- 1926 Алим, Алим

## Память
Его именем названы улица в Симферополе и улица в микрорайоне Исмаил-Бей в Евпатории.